# Briggsus
Genre
Synonymes
- Pentanychus Briggs, 1971 nec Wainstein, 1960

Briggsus est un genre d'opilions laniatores de la famille des Cladonychiidae.

## Distribution
Les espèces de ce genre sont endémiques des États-Unis. Elles se rencontrent en Oregon et au Washington.

## Liste des espèces
Selon World Catalogue of Opiliones (18/05/2021) :
- Briggsus bilobatus (Briggs, 1971)
- Briggsus clavatus (Briggs, 1971)
- Briggsus flavescens (Briggs, 1971)
- Briggsus hamatus (Briggs, 1971)
- Briggsus pacificus (Briggs, 1971)

## Étymologie
Ce genre est nommé en l'honneur de Thomas S. Briggs.

## Publications originales
- Özdikmen & Demir, 2008 : « New family and genus names, Briggsidae nom. nov. and Briggsus nom. nov., for the harvestmen (Opiliones: Laniatores). » Munis Entomology & Zoology, vol. 3, no 1, p. 174–176 (texte intégral).
- Briggs, 1971 : « Relict harvestmen from the Pacific Northwest (Opiliones). » The Pan-Pacific Entomologist, vol. 47, no 3, p. 165-178 (texte intégral).